# Unión Liberal (España, 1983)
La Unión Liberal (UL) fue un pequeño partido liberal español fundado por Pedro Schwartz en 1983 y presentado oficialmente el 23 de marzo de ese mismo año.

## Historia
En las elecciones generales de 1982, Pedro Schwartz se presentó como independiente en las listas de la coalición formada por Alianza Popular y el Partido Demócrata Popular (AP-PDP), obteniendo un escaño de diputado por Madrid. Ya diputado, convenció al líder de la coalición, Manuel Fraga, de la necesidad de crear un partido liberal con el que disputar los votos del centro político. Fraga accedió y Schwartz creó la Unión Liberal, partido que se unió a la coalición entre AP y PDP (con lo que la coalición pasó a denominarse AP-PDP-UL). El partido fue inscrito en el Registro del Ministerio del Interior el 18 de enero de 1983.
El 26 de enero de 1984, en un intento por "renovar" el partido, Antonio Fontán reemplazó en la presidencia del partido a Pedro Schwartz. El 22 de noviembre de 1984, Unión Liberal nombró como nuevo presidente del partido al senador Rafael Márquez, sustituyendo a Fontán.
El 22 de diciembre de 1984, la Unión Liberal acordó fusionarse con otro partido liberal que se había aproximado a la órbita de la coalición, tomando el partido fusionado la denominación del segundo: Partido Liberal, de modo que la coalición de centro derecha pasó a denominarse AP-PDP-PL (que ya para las elecciones generales de 1986 sería Coalición Popular). La fusión de ambos partidos fue completada en enero de 1985.
Entre los militantes de Unión Liberal se encontraba Esperanza Aguirre.